# Ramsthal
Ramsthal – miejscowość i gmina w Niemczech, w kraju związkowym Bawaria, w rejencji Dolna Frankonia, w regionie Main-Rhön, w powiecie Bad Kissingen, wchodzi w skład wspólnoty administracyjnej Euerdorf. Leży około 7 km na południe od Bad Kissingen.

## Demografia
| Rok  | Liczba mieszk. |
| ---- | -------------- |
| 1970 | 1.116          |
| 1987 | 1.105          |
| 2000 | 1.160          |
| 2005 | 1.201          |

## Oświata
(na 1999)

W gminie znajduje się 50 miejsc przedszkolnych (z 47 dziećmi).